# 33ガレージ
株式会社33ガレージ（サンサンガレージ、英: 33garage Co., Ltd.）は、東京都葛飾区に本社を置く中古車をメインとした自動車の販売・買取会社。

## 概要
元競輪選手の三上佳孝が2021年9月に創業、同年12月に法人化した。
主要事業としての中古車買取販売のほか、自動車メンテナンスも行う。また、三上が競輪選手引退の直後から出演していたインターネットTV「ABEMA」の「WinTicket ミッドナイト競輪」での解説者としての業務を同社のメディア事業として吸収した。
客層が幅広く、地域の一般顧客のほか競輪選手や芸能関係者をはじめとする複数の著名人が、同社を訪れた時の様子などをSNSに取り上げている。

## 沿革
出典：
- 2021年（令和3年）
  - 9月 - 創業。
  - 12月 - 法人化し、株式会社33ガレージを設立。
- 2022年（令和4年）
  - 6月 - あいおいニッセイ同和損害保険との間で損害保険・自動車賠償責任保険の代理店委託契約を締結。
  - 12月 - 葛飾区SDGs宣言として事業者登録[9]。
- 2023年（令和5年）
  - 8月 - 創業者である三上の個人事業を吸収し、メディア事業を開始。オリジナルポロシャツの物販事業を開始。
  - 9月 - 一般社団法人日本記念日協会にて、3月3日を「33ガレージの日」として登録認定[10][11]。

## 主要取引先
出典：
- 株式会社ヤナセオートシステムズ
- 株式会社和光ケミカル
- あいおいニッセイ同和損害保険株式会社
- 株式会社ユー・エス・エス
- 株式会社シーエーエー